# Toydaria
A Toydaria a Csillagok háborúja elképzelt univerzumának egyik bolygója, mely egy értelmes humanoid fajnak, a toydariaknak ad otthont.

## Leírása
Felszíne mocsaras, sáros.
A Toydaria felszínén tápanyagokban gazdag, természetes úton kialakult komposzt-tavak találhatók, amik sok olyan ragadozónak adnak otthont, mint amilyen a veszélyes „grabworm”.

## Élővilága

### Értelmes fajok
A bolygó egyetlen értelmes, emlős faja az apró termetű, repülésre képes toydari. Bőrük színe zöldeskék, helyenként rózsaszín. Masszív kinézetük ellenére gyomrukban és testszöveteikben könnyű gázok vannak, amik megkönnyítik a levegőben való fennmaradásukat. Szárnyukkal átlagosan másodpercenként 10-szer vernek, ami kis mérete miatt önmagában nem lenne elég a levegőben való lebegéshez. Kicsinyeik már a születésük után tudnak repülni (enélkül a felszínen élő ragadozók hamar végeznek velük és a faj kihalt volna).
Mivel a toydariak viszonylag lassan repülnek, a robogók használata tilos. Űrhajók le- és felszállása csak a jól körülhatárolt területeken engedélyezett, ez alól csak a hutt karavellek jelentenek kivételt, amik bárhol repülhetnek. A bolygón való közlekedés elősegítésére vasutat építettek, ami a városokat köti össze. A bolygón viszonylag kevés galaktikus-szintű technológiát használnak. A legtöbb toydari falvakban él.
A toydariak agyuk felépítése miatt immunisak az ellenük alkalmazott elmetrükkökre és az Erőre, amit a jedik használnak.
Született kereskedők és alkuszok.

### Egyéb fajok
- terk –  bőre miatt tenyésztik, amit a toydariak elfogyasztanak
- trichobezoar – egy parazita faj

## Történelme
|  | Alább a cselekmény részletei következnek! |

A toydariak több ezer évig a huttoknak alávetve éltek és gyakran kereskedtek a hutt világokkal. A huttok a Toydarián élő vérszívó rovarokat nehezen viselik el, azonban néha felkeresik a toydariak által üzemeltetett gyógyfürdőket, amikben iszapot használnak.
A Klónháborúk időszaka alatt Toydaria fölött Katuunko király uralkodott (mígnem, lásd lentebb, a Savage Opress nevű Sith tanítvány meg nem ölte), aki egyezményre jutott a Galaktikus Köztársasággal, és engedélyt adott rá, hogy egy bázist építsenek a bolygó területén (a Rugosa Küldetés után)
A Birodalmi időszak alatt a Galaktikus Birodalom leigázta Toydariát. A rohamcsapatot Darth Vader vezette.
A galaxis meghódítása alatt a Yuuzhan Vongok megálltak a Toydarián a Hutt Űr felé való haladásuk során. Itt azonban erős ellenállásba ütköztek a toydariak részéről, akiket az Új Köztársaság és a helyi csempészek is támogattak.

## Megjelenése

### A filmekben
A Baljós árnyak című filmben csak megemlítik, Watto innen származik.

### Animációs sorozatokban
A Klónok háborúja c. sorozatban megjelenik.
Először csak közvetve; egy szereplő által van képviselve, ugyanis az 1. évad 1., „Ambush” („Csapda”) c. részében feltűnik a toydariai Katuunko király, hogy a köztársaságiakkal tárgyaljon egy katonai támaszpont létesítéséről a szülőbolygólyán. Maga a cselekmény azonban nem a Toydarián játszódik – a bevezető szöveg szerint – hanem egy meg nem nevezett „semleges holdon” (a Rugosa-rendszerben). A III./14. epizód (A köd boszorkányai) viszont részben a bolygón játszódik: Dooku egyik első feladata új tanítványa, a dathomiri Savage Opress számára, hogy rabolja el Katuunkot, az uralkodót. A pszichopata harcosra azonban a nyomában járó Jedik támadnak rá, így a harc hevében megöli királyt, amivel kivívja a megbízója haragját is.